# Пиксис, Иоганн Петер
Иоганн Петер Пиксис (нем. Johann Peter Pixis; 10 февраля 1788, Мангейм — 22 декабря 1874, Баден-Баден) — немецкий пианист и композитор.
Брат скрипача Фридриха Вильгельма Пиксиса, Иоганн Петер Пиксис в начале своей карьеры много выступал с ним дуэтом. В 1825—1845 гг. жил в Париже в качестве концертирующего пианиста, затем перебрался в Баден-Баден, где в большей степени посвятил себя композиции. Пиксису принадлежат оперы «Алмазинда, или Пещера Сезам» (нем. Almazinde oder die Höhle Sesam; 1820), «Заклинание» (нем. Der Zauberspruch; 1822), «Бибиана» (1829) и др., множество симфонических и камерных сочинений. Пиксис также известен участием в создании коллективного произведения — фортепианной сюиты «Гексамерон» (1837), основная роль в сочинении которой принадлежала Ференцу Листу; считается, что это произведение, построенное в форме вариаций на тему «Марша пуритан» из оперы Беллини, стало плодом сотворчества наиболее значительных немецких пианистов-композиторов данного периода.